# آنا برگمان
آنا برگمن (سوئدی: Anna Bergman(زاده ۵ مه ۱۹۴۸) یک هنرپیشه سابق سوئدی است. او دختر اینگمار برگمن کارگردان سینما و تئاتر و الن لوندستروم، کارگردان رقص، خواهر اوا، یان و متس برگمان (دوقلو) و خواهر ناتنی دانیل برگمان و لین اولماناست.
برگمن در اواخر دهه ۱۹۷۰ بیشتر در چندین کمدی جنسی بریتانیایی ایفای نقش داشت، از جمله نقش اصلی در پنه لوپه آن را بیرون می‌کشد (۱۹۷۵)، و نیز فیلم‌های ماجراهای راننده تاکسی (۱۹۷۶)، بازی‌های خودمانی(۱۹۷۶)، بیا با من بازی کن (۱۹۷۷) و چه خبر سوپر دکتر !(۱۹۷۸) بازی کرد. او همچنین در نقش پنی در سال ۱۹۷۷ در کمدی جاسوسی جنسی «مأمور ۶۹ در نشان عقرب» (به نام امانوئل در دانمارک پخش شد) و بعداً در سال ۱۹۷۸ «مأمور ۶۹ در صورت فلکی قوس» (به نام آبی در دانمارک پخش شد) ایفای نقش داشت.
آنا برگمن بعداً در نقش‌های کوچکی در فیلم‌های پرفروش از غازهای وحشی (فیلم ۱۹۷۸)، مجوز عشق و کشتن (۱۹۷۹)، فندق‌شکن (۱۹۸۲)، و در فیلم  فانی و الکساندر در سال ۱۹۸۲ به کارگردانی پدرش ظاهر شد. وی همچنین به عنوان او پر سوئدی اینگرید سونسون در (سری‌های ۲ و ۴) کمدی موقعیت بریتانیایی حواست به حرفات باشه ظاهر شد.